# 2016年1月香港

## 1月1日
- 香港銅鑼灣書店股東李波“疑似”被中國大陸官員帶走協助調查，這是繼該書店四名員工失蹤後的第五宗失蹤事件，[1]支聯會表示原因可能和書店將出版現任中共總書記習近平的情史與情人內幕有關。[2]